# Pyrenese herdershond
De Pyrenese herdershond is een hondenras. De Fédération Cynologique Internationale (FCI) erkent twee varianten: de langharige (à poil long) en de kortharige (à face rase).

## Oorsprong
De Pyrenese herdershond was tot het begin van de twintigste eeuw zo goed als onbekend. Zijn type varieerde van dal tot dal. Hij was de hoeder van de kudde en/of beschermer van het land. Tijdens de Eerste Wereldoorlog werd de Pyrenese herder gebruikt als wachthond en boodschapper en om gewonden op te sporen. Een eerste rasstandaard werd in de jaren 1921 tot 1925 opgesteld en is sindsdien weinig veranderd. Vroeger werden deze honden zowel aan oren als staart gecoupeerd. Dit is in de loop der jaren in steeds meer landen verboden.

## Karakter
De Pyrenese herdershond is een wat kleiner herdertje. Vaak is het een persoonsgerichte hond die aan zijn baas volledig is toegewijd. De hond is wantrouwig naar vreemden en in vreemde situaties. Een goede socialisatie is daarom belangrijk. Zijn energie lijkt soms onuitputtelijk. Er is bijna sprake van hyperactiviteit. Ondanks het feit dat de hond sterk gericht is op zijn baas heeft hij een sterke drang naar zelfstandigheid. Dit ras heeft van oudsher in de Pyreneeën vaak zelf moeten beslissen in kritieke situaties. Het dier wil het nut inzien van wat de baas van hem verlangt, dit soort eigenzinnigheid bewijst zijn karakter. De Pyrenese herder is intelligent en weet zijn eigenaar vaak te verbazen over zijn kunnen.

## Uiterlijk
Het ras heeft kleine, driehoekige oren, die aan de punten afhangen. Zijn vacht is halflang tot lang en glad of licht gegolfd. De kortharige variant heeft aan de kop kort haar. Hij komt in veel kleuren voor, maar de eenkleurige variant wordt het meest gewaardeerd. Reuen kunnen een schofthoogte van 40 - 48 centimeter bereiken en teven van 36 - 46 centimeter.